# Lindy Booth
Lindy Booth (Oakville, Ontario, Kanada, 1979. április 2. –) kanadai színésznő és modell.

## Fiatalkora és pályafutása
Lindy Booth Oakville-ben (Ontario, Kanada) született. A Thomas A. Blakelock High School-ban érettségizett le 1998-ban.
Első szerepét rögtön a középiskola befejezése után, még 1998-ban kapta az Eerie, Indiana: The other dimension című tv-sorozatban. 15 részen át alakította Carrie Taylort. Az Y-akták-ban is feltűnt Gloria-ként 1999-ben, valamint más sorozatokban is, egy-egy epizódban. Majd megkapta Claudia szerepét Az elveszett ereklyék fosztogatói című kalandsorozatban. 44 részen át volt Sydney Fox professzor titkárnője a Történelem Tanszéken, 1999 és 2001 között.
Ez követően egyre több thrillerben és horrorfilmben kapott lehetőséget a játékra, mint pl. az Amerikai pszichó 2., a Koponyák 2., vagy a Halálos kitérő. A 2005-ös Cry wolf-Kiálts farkast! című horrorban Dodger szerepét kapta. 2006-ban láthattuk egy-egy epizódban a CSI: New York-i helyszínelők-ben és a Szellemekkel suttogó-ban.
2008-ban Az ajtó mögött című amerikai-kanadai horrorfilm főszerepében Katelyn Parks-et játszhatta el. A Világvándor című sorozat nyolc részében alakította AJ Butterfield-et.
Eddigi utolsó hosszabb tv-sorozata A titkok könyvtára, melyben 2014 és 2018 között 42 epizódban láthattuk Cassandra Cillian szerepében.

## Filmográfia

### Film
| Év   | Magyar cím                  | Eredeti cím                | Szerep                      | Magyar hang    |
| ---- | --------------------------- | -------------------------- | --------------------------- | -------------- |
| 1999 |                             | Teenage Space Vampires     | Katie                       |                |
| 1999 | Detroit Rock City           | Detroit Rock City          | lány                        |                |
| 2001 | Century Hotel               | Century Hotel              | Sylvia / Supergirl          | Kuthy Patrícia |
| 2002 |                             | Winter Sun (rövidfilm)     | Zoe                         |                |
| 2002 | Koponyák 2.                 | The Skulls II              | Kelly                       |                |
| 2002 | Amerikai Psycho 2.          | American Psycho 2          | Cassandra Blaire            | Vadász Bea     |
| 2002 |                             | Fairytales and Pornography | Laura                       |                |
| 2002 |                             | Rub & Tug                  | Lea                         |                |
| 2002 |                             | Bollywood/Hollywood        | ismeretlen szerep           |                |
| 2003 | Halálos kitérő              | Wrong Turn                 | Francine Childes            | Molnár Ilona   |
| 2003 | Forgathatatlan forgatókönyv | Hollywood North            | Molly                       |                |
| 2003 |                             | Public Domain              | Monica                      |                |
| 2004 | Holtak hajnala              | Dawn of the Dead           | Nicole                      | Ruttkay Laura  |
| 2004 |                             | choke. (rövidfilm)         | Andrea                      |                |
| 2005 |                             | Lucid                      | Sophie                      |                |
| 2005 | Kiálts farkast!             | Cry Wolf                   | Dodger Allen / The Wolf     | Vadász Bea     |
| 2007 | Váltság-Nobel-díj           | Nobel Son                  | Beth Chapman                | Molnár Ilona   |
| 2008 | Minden azzal kezdődött      | What Just Happened         | Hostess                     |                |
| 2008 |                             | Dark Honeymoon             | Kathryn                     |                |
| 2008 | Az ajtó mögött              | Behind the Wall            | Katelyn Parks               | Mezei Kitty    |
| 2013 | HA/VER 2.                   | Kick-Ass 2                 | Miranda Swedlow / Éj Ribanc | Molnár Ilona   |
| 2019 |                             | The Creatress              | Eryn Bellow                 |                |
| 2022 |                             | Christmas by the Book      | Holly                       |                |

### Televízió
| Év        | Magyar cím                            | Eredeti cím                               | Szerep                     | Megjegyzések                                                 |
| --------- | ------------------------------------- | ----------------------------------------- | -------------------------- | ------------------------------------------------------------ |
| 1998      |                                       | Mr. Music                                 | Amy White                  | tévéfilm                                                     |
| 1998      |                                       | Eerie, Indiana: The Other Dimension       | Carrie Taylor              | főszereplő                                                   |
| 1999      | Y-akták                               | Psi Factor: Chronicles of the Paranormal  | Gloria                     | 1 epizód                                                     |
| 1999      |                                       | Strange Justice                           | Margaret                   | tévéfilm                                                     |
| 1999–2001 | Az elveszett ereklyék fosztogatói     | Relic Hunter                              | Claudia                    | főszereplő (1–2. évad) 44 epizód                             |
| 1999–2001 |                                       | The Famous Jett Jackson                   | Riley Grant / Hawk ügynök  | visszatérő szereplő (12 epizód)                              |
| 2000      |                                       | Traders                                   | Elizabeth Watson           | 1 epizód                                                     |
| 2000      | Játszd újra az életed                 | Twice in a Lifetime                       | Caitlin Taylor 17 évesen   | 1 epizód                                                     |
| 2000      | A bolygó neve: Föld                   | Earth: Final Conflict                     | Gina Richardson            | 1 epizód                                                     |
| 2000      | Farkas a suliban                      | Big Wolf on Campus                        | Charlotte                  | 1 epizód                                                     |
| 2001      | Jett Jackson: A film                  | Jett Jackson: The Movie                   | Riley Grant / Hawk ügynök  | tévéfilm                                                     |
| 2001      | Judy Garland: Én és az árnyékaim      | Life with Judy Garland: Me and My Shadows | Lana Turner                | minisorozat (2 epizód)                                       |
| 2002      | A barátnőm férje                      | Her Best Friend's Husband                 | Kelly Roberts              | - tévéfilm - magyar hangja: - Szabó Zselyke                  |
| 2002      |                                       | A Nero Wolfe Mystery                      | Peggy Choate / Beulah Page | 2 epizód                                                     |
| 2002      | X csapat                              | Mutant X                                  | Diana Moller               | 1 epizód                                                     |
| 2002      |                                       | Strange Days at Blake Holsey High         | Amanda Durst               | 1 epizód                                                     |
| 2002      | A karácsonyi látogató                 | A Christmas Visitor                       | Liz                        | tévéfilm                                                     |
| 2002–2003 |                                       | Odyssey 5                                 | Holly Culverson            | visszatérő szereplő (7 epizód)                               |
| 2003      | Elveszett legendák kalandorai         | Veritas: The Quest                        | Fiona Keiran               | 1 epizód                                                     |
| 2003      |                                       | The Twilight Zone                         | Shannon                    | 1 epizód                                                     |
| 2003      |                                       | Platinum                                  | Penny                      | 1 epizód                                                     |
| 2003      |                                       | Starhunter                                | Serena DeLuna              | 1 epizód                                                     |
| 2004      |                                       | Cooking Lessons                           | Chloe                      | eladatlan próbaepizód                                        |
| 2005      | 4400                                  | The 4400                                  | Liv                        | 3 epizód                                                     |
| 2005      | Szupervihar 2. – Ha eljön a világvége | Category 7: The End of the World          | Brigid                     | minisorozat (2 epizód)                                       |
| 2005      | Levélbe zárt szerelem                 | Christmas in Boston                       | Ellen                      | - tévéfilm - magyar hangja: - Molnár Ilona - Zsigmond Tamara |
| 2006      | CSI: New York-i helyszínelők          | CSI: NY                                   | Tess Larson                | 1 epizód                                                     |
| 2006      | Szellemekkel suttogó                  | Ghost Whisperer                           | Lanie                      | 1 epizód                                                     |
| 2007–2008 |                                       | October Road                              | Emily                      | főszereplő (17 epizód)                                       |
| 2008      | Döglött akták                         | Cold Case                                 | Gloria Flagstone           | 1 epizód                                                     |
| 2009      | 13-as raktár                          | Warehouse 13                              | Stephanie Goodison         | 1 epizód                                                     |
| 2009      | Világvándor                           | The Philanthropist                        | A.J. Butterfield           | Main role                                                    |
| 2009      | NCIS                                  | NCIS                                      | Amanda Barrow              | 1 epizód                                                     |
| 2011      |                                       | Brain Trust                               | Monica Ashton professzor   | eladatlan próbaepizód                                        |
| 2011      | Doyle és Doyle – Ketten bevetésen     | Republic of Doyle                         | Rebecca Jones              | 1 epizód                                                     |
| 2011      |                                       | Christmas Magic                           | Carrie Blackford           | tévéfilm                                                     |
| 2012      | Peren kívül                           | Fairly Legal                              | Rachel                     | 1 epizód                                                     |
| 2013      |                                       | The Twelve Trees of Christmas             | Cheri Jamison              | tévéfilm                                                     |
| 2013      | Odaát                                 | Supernatural                              | Bonnie Fuschau / Vesta     | 1 epizód                                                     |
| 2013      | Copper – A törvény ára                | Copper                                    | Teresa Trembley            | 3 epizód                                                     |
| 2014–2018 | A titkok könyvtára                    | The Librarians                            | Cassandra Cillian          | - főszereplő - magyar hangja: - Roatis Andrea                |
| 2016      |                                       | The Sound of Christmas                    | Lizzy                      | tévéfilm                                                     |
| 2017      | Karácsony a Sziklás-hegységben        | Rocky Mountain Christmas                  | Sarah                      | tévéfilm                                                     |
| 2018      | Az őszi Hold alatt                    | Under the Autumn Moon                     | Alex                       | tévéfilm                                                     |
| 2019      |                                       | SnowComing                                | Samantha                   | tévéfilm                                                     |
| 2019      | Dex nyomozó                           | Stumptown                                 | Penny Landsdale Harris     | 1 epizód                                                     |
| 2020      | Közös cél: karácsony                  | Swept Up By Christmas                     | Gwen                       | tévéfilm                                                     |
| 2020      | A Grace klinika                       | Grey's Anatomy                            | Hadley                     | 3 epizód                                                     |
| 2021      | Flash – A Villám                      | The Flash                                 | Vanya                      | 2 epizód                                                     |
| 2022      | Star Trek: Különös új világok         | Star Trek: Strange New Worlds             | Alora                      | 1 epizód                                                     |
| 2023      | Gotham lovagjai                       | Gotham Knights                            | Jane Doe                   | 3 epizód                                                     |